# Eckmänneken

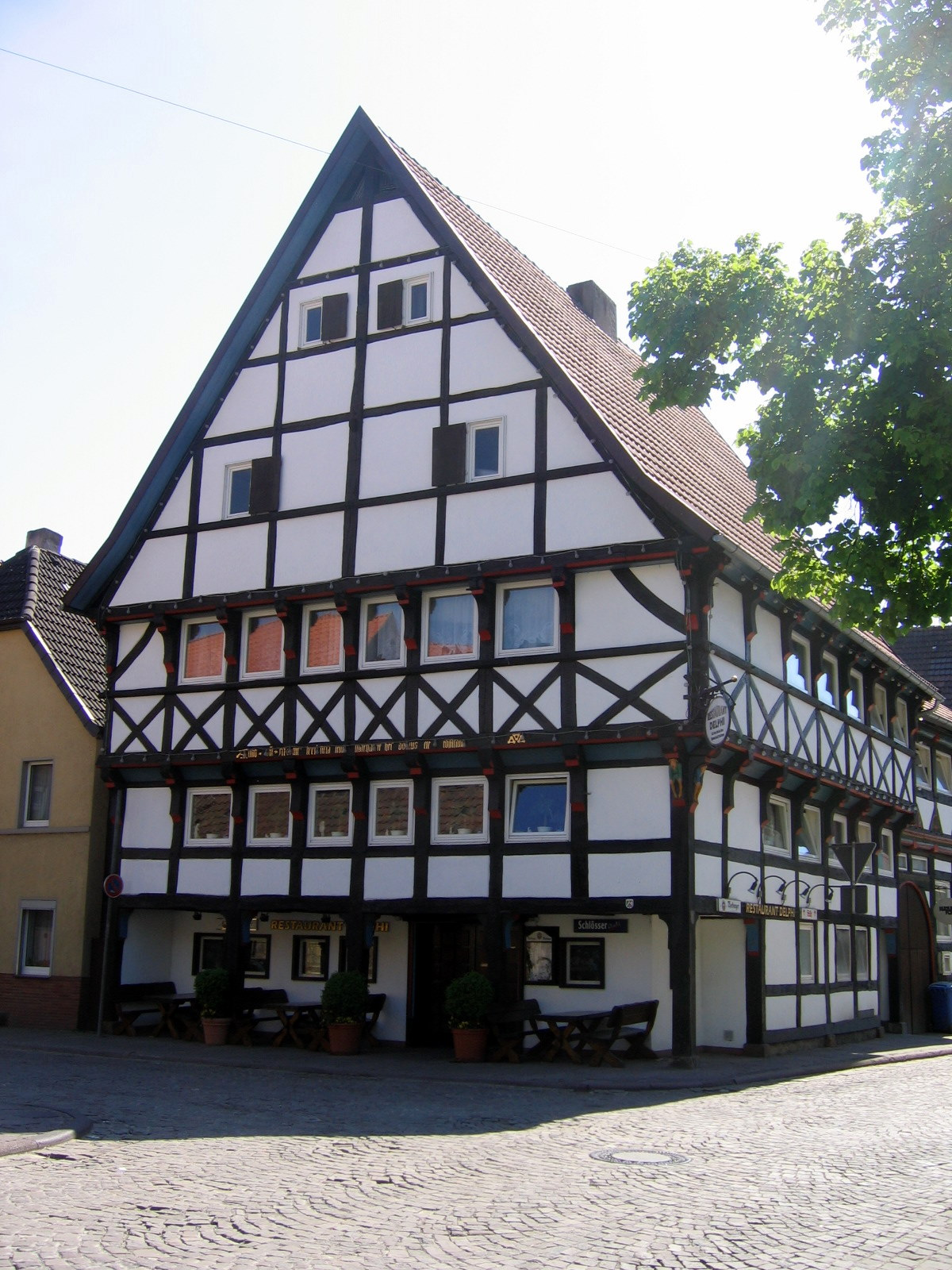
Das Eckmänneken-Haus

Das Eckmänneken ist ein 1471 errichtetes und als Kulturdenkmal ausgewiesenes Bürgerhaus in der Altstadt von Warburg. Es liegt am Altstädter Marktplatz in der Langen Straße 2 an der Ecke zur Klockenstraße und gilt als das älteste inschriftlich datierte Fachwerkhaus Westfalens. Spätestens seit 1560 war es das Amtshaus der Warburger Bäckergilde.

## Architektur und Baugeschichte
Das Haus besteht aus zwei aneinandergefügten Baukörpern, einem dreigeschossigen Vorderhaus und einem zweigeschossigen Hinterhausanbau. Beide Bauteile sind aus Eichenbalken in Fachwerkbauweise errichtet, die Gefache sind verputzt und weiß gestrichen.

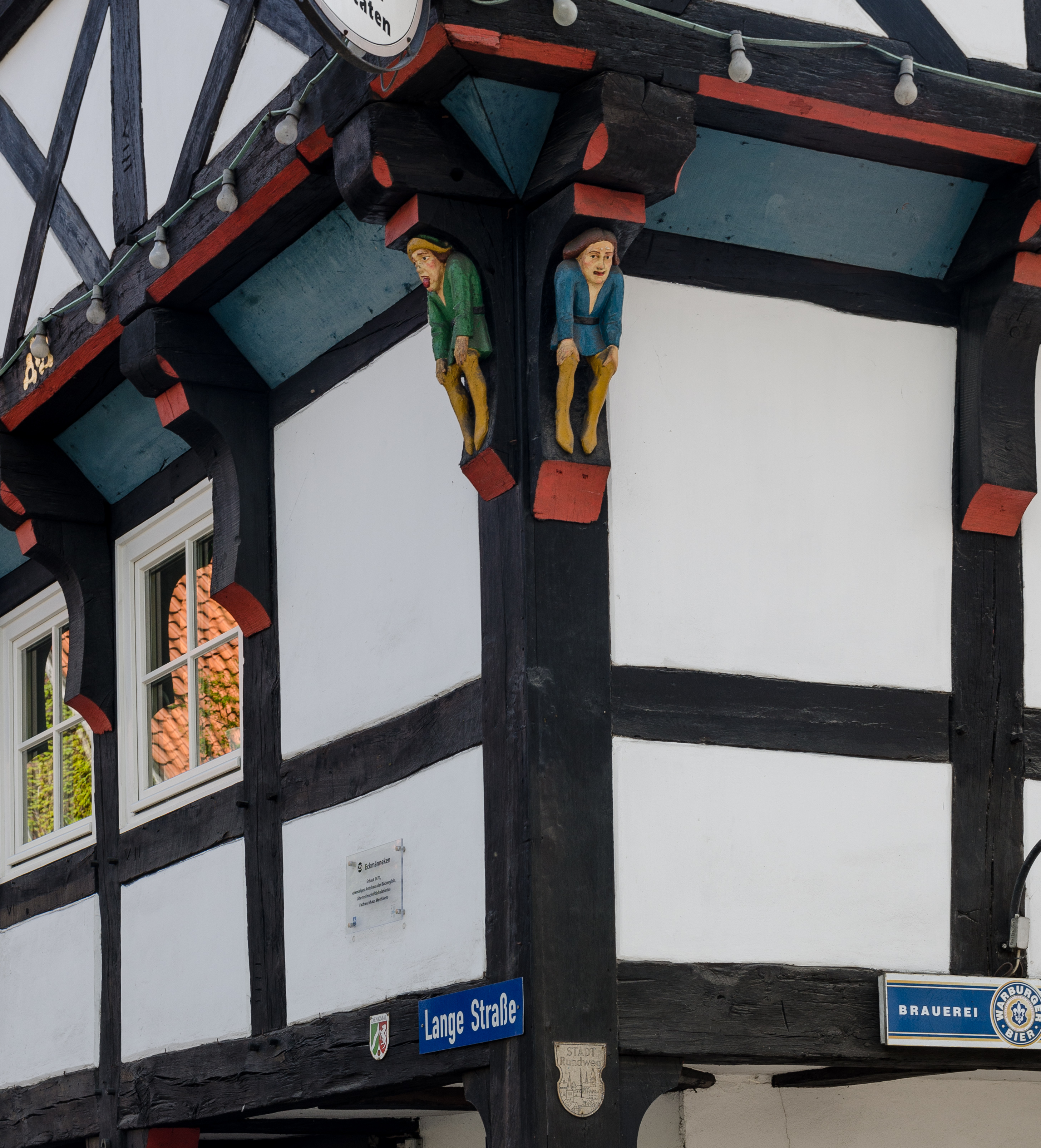
Die namensgebenden Eckmännecken, zwei plastische Darstellungen von hockenden Männern

Die Ständer des Vorderhauses gehen vom Erdgeschoss zum ersten Obergeschoss. Das zweite Obergeschoss und das Satteldach kragen vor. Charakteristisch ist die Aussteifung der straßenseitigen Brüstungszone des vorkragenden ehemaligen Speicherstocks durch eine Reihe gekreuzte Fußstreben sowie vorgeblattete Brustriegel. Im Inneren beinhaltete das Haus ursprünglich eine hohe Mitteldiele und zweigeschossige Seitenschiffe. Die lateinische Inschrift in der giebelseitigen Speicherstockschwelle „Anno domini ⅯⅭⅭⅭⅭⅬⅩⅩⅠ feria St. Margarete hec domus aedificata est“ heißt übersetzt: „Im Jahre des Herrn 1471 am Tag der heiligen Margarethe (= 20. Juli) wurde dieses Haus errichtet“. An den Knaggen der zum Markt gerichteten Hausecke befinden sich zwei ca. 62 cm hohe plastische Darstellungen von hockenden Männern, die mit gegurteten kurzen Röcken und gotisch spitz zulaufenden Strumpfhosen ein anschauliches Bild der Kleidermode des 16. Jahrhunderts geben.
Das Hinterhaus wurde gemäß Inschrift in den Ständern 1560 errichtet und mit Renaissanceformen wie geschnitzte Blattranken und Fächerrosetten verziert. Brezeln und Wecken weisen auf seine Funktion des Hauses als Amtshaus der Bäckergilde hin. Ursprünglich hatte das Hinterhaus einen von der Deele aus zugänglichen Gewölbekeller und darüber einen Saal, der offenbar den Bäckern als Versammlungsraum diente.
Im frühen 19. Jahrhundert wurde die Giebelwand des Vorderhauses in den unteren beiden Geschossen unter Verlust des ehemaligen Portals und der Vorkragung erneuert.
1965 wurde das sanierungsbedürftige Gebäude durch das Diemelhochwasser 1965 stark beschädigt. Danach wurde es nach Planung des Architekten Ulrich Volmert komplett demontiert und auf einem neuen Keller rekonstruiert. Es wird heute als Restaurant und zu Wohnzwecken genutzt.